# Ghubbah
Ghubbah (Arabisch: غبة), ook getranslitereerd als Gubba of Ghoba, is een dorp aan de noordwestkust van het Jemenitische eiland Socotra. Het vormt onderdeel van het district Hadiboh. De plaats ligt halverwege Hadiboh en Qalansyah en ligt op een kale koraalvlakte. 

## Waterpoelen
Tussen de zee en het buurtje Awdaf ligt een cenote. Deze cenote heeft een ovale vorm en een diepblauwe kleur. De afmetingen zijn 50 bij 40 meter. De diepte bedraagt maximaal 37 meter. De cenote wordt gevoed door water vanuit de zee. 
Een andere waterpoel ligt net ten zuiden van de hoofdweg die langs het dorp voert. Dit is een modderige zoutwaterpoel met brak water van 120 bij 90 meter, maar deze poel is amper 2 meter diep. Op de omliggende richels hebben de dorpelingen kleine zoutpannen gemaakt voor het winnen van zout.  Deze waterpoel wordt ook wel de Socotra-krater genoemd, omdat sommige geleerden beweren dat het een meteorietkrater is. Deze theorie is echter controversieel.
In het gebied van Ghubbah vinden initiatieven plaats om grijze mangroven te herplanten en te herstellen.

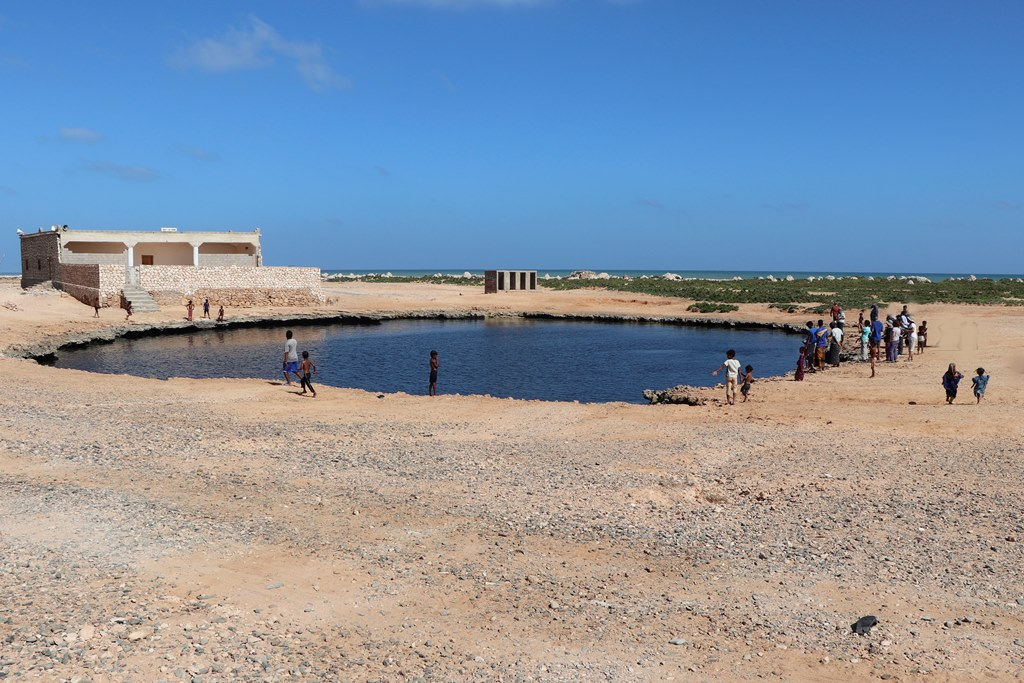
De cenote van Ghubbah
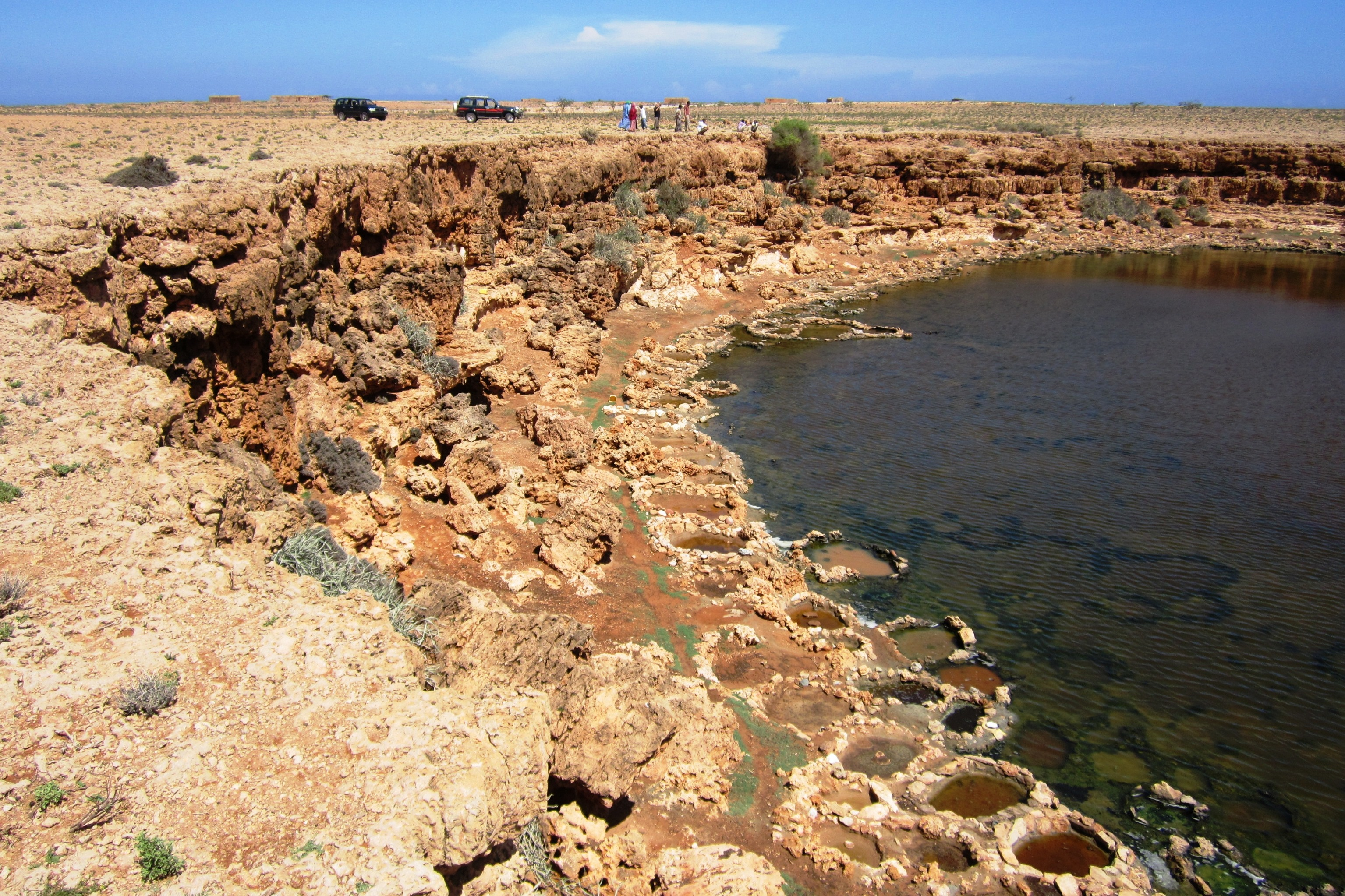
Zinkgat met zoutpannen
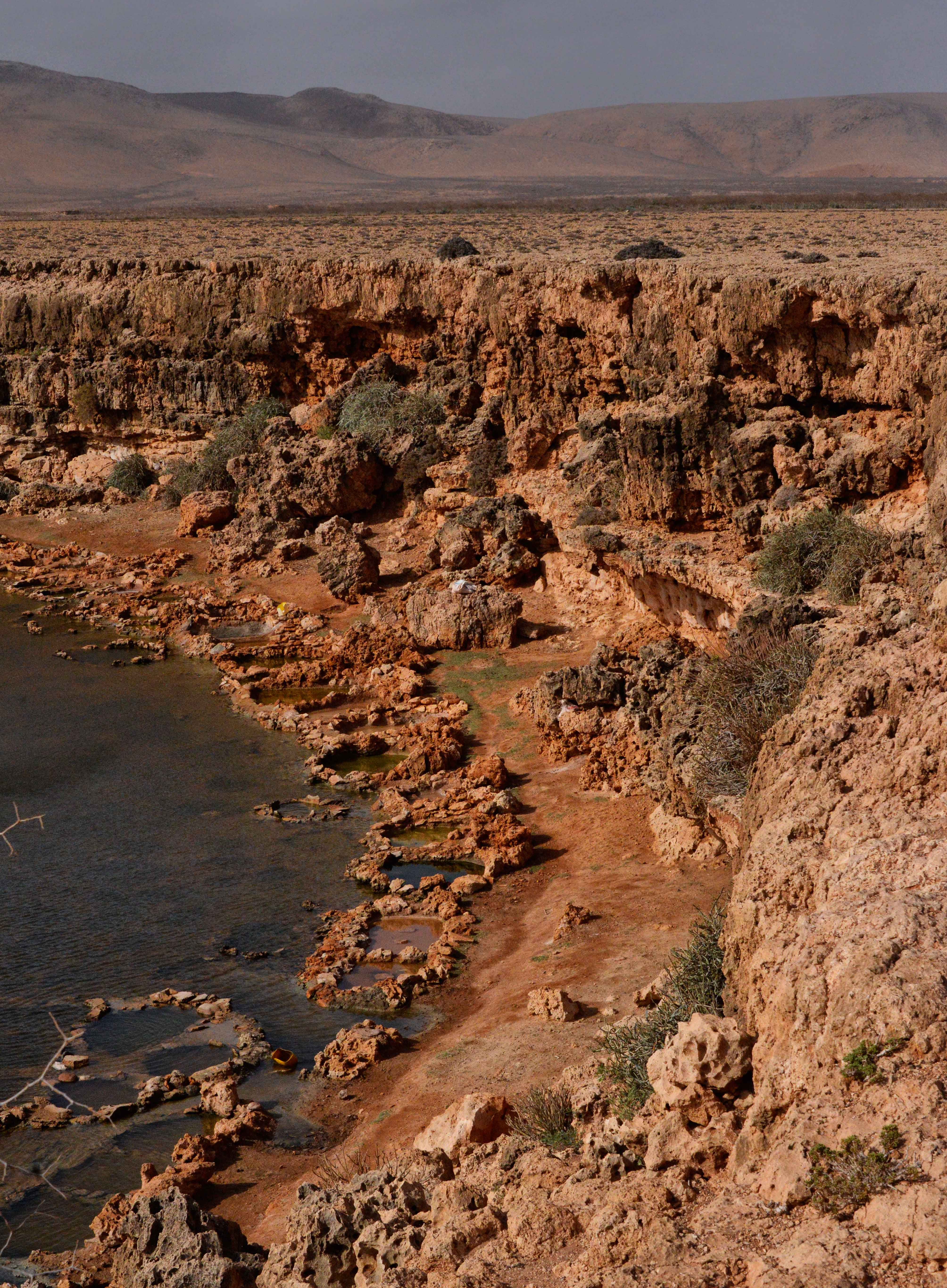
Zoutpannen langs de kust bij Ghubbah